# جون الكسندر (سياسي نيوزلندي)
جون الكسندر (بالإنجليزية: John Alexander)‏ هو سياسي نيوزلندي، ولد في 1876، وتوفي في 15 يوليو 1941.